# Klintkust
Klintkust är en kusttyp där högre terräng med tjock jordmån plötsligt bryts av havet. Där branten helt och hållet blottlägger den underliggande jorden, talar man om klintkust. Beroende på om marken innehåller krita, sand eller en blandning av dessa, antar klintkusten färger mellan helt vit (krita) och helt gul (sand). Observera att själva urberget inte blottläggs, då talar man istället om klippkust. I Sverige finns dramatiska klintkuster främst i Skåne, bland annat delar av kusten mellan Ystad och Simrishamn, samt ön Vens sydsida och vid kusten mellan Landskrona och Helsingborg. Runt sydvästra delen av Östersjön finner man till exempel Stevns klint och Møns Klint i Danmark samt Kap Arkona på den tyska ön Rügen. Klintkusternas färg varierar från kritvit till gulaktig, det är förhållandet mellan sand och krita som anger exakt nyans. Helt vita klintkuster av ren krita exemplifieras kanske bäst av det engelska grevskapet Kents sydkust. "The white cliffs of Dover", "Dovers vita klippor" (vars "klippnamn"  dock är oegentligt, då klippor består av urberg).
Ett flertal fågelarter utnyttjar klintkuster till att bygga bo i, i Sverige främst backsvala.

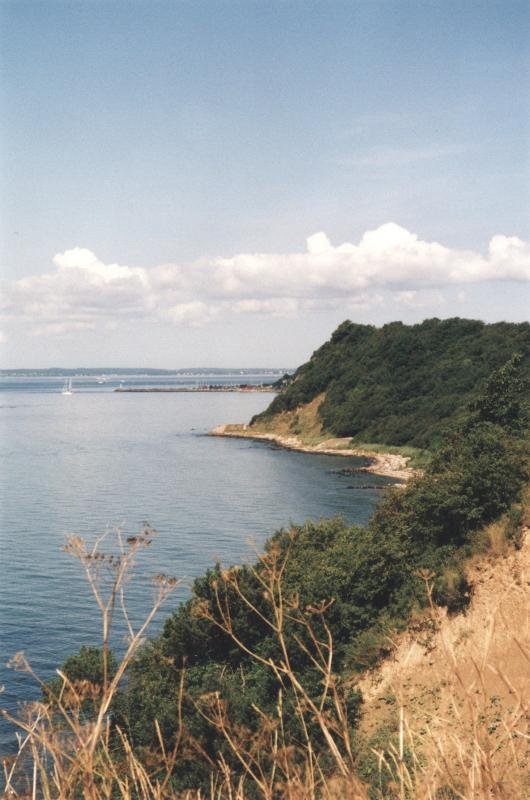
Ven, sydvästsidan. Sydsidan är avsevärt mer tydlig klintkust
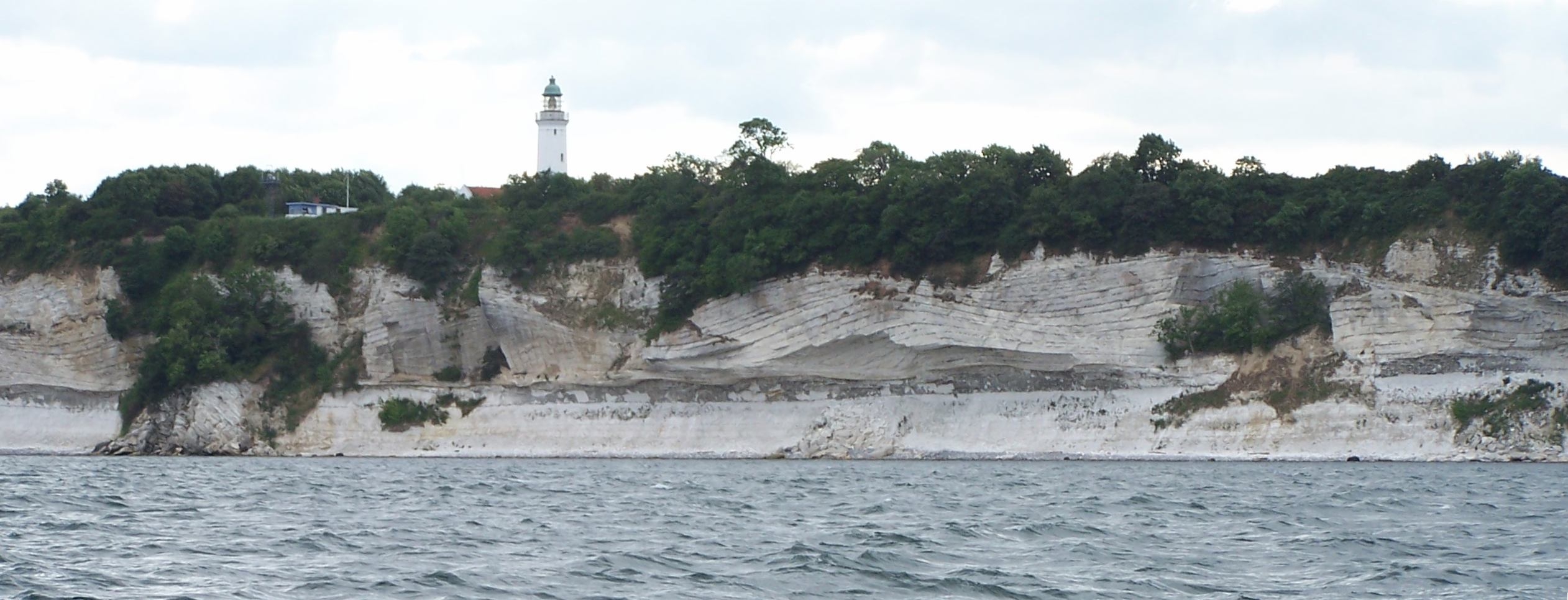
En del av Stevns Klint, Danmark
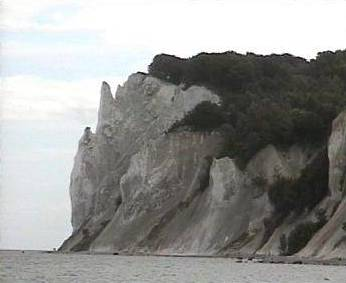
Møns Klint, Danmark
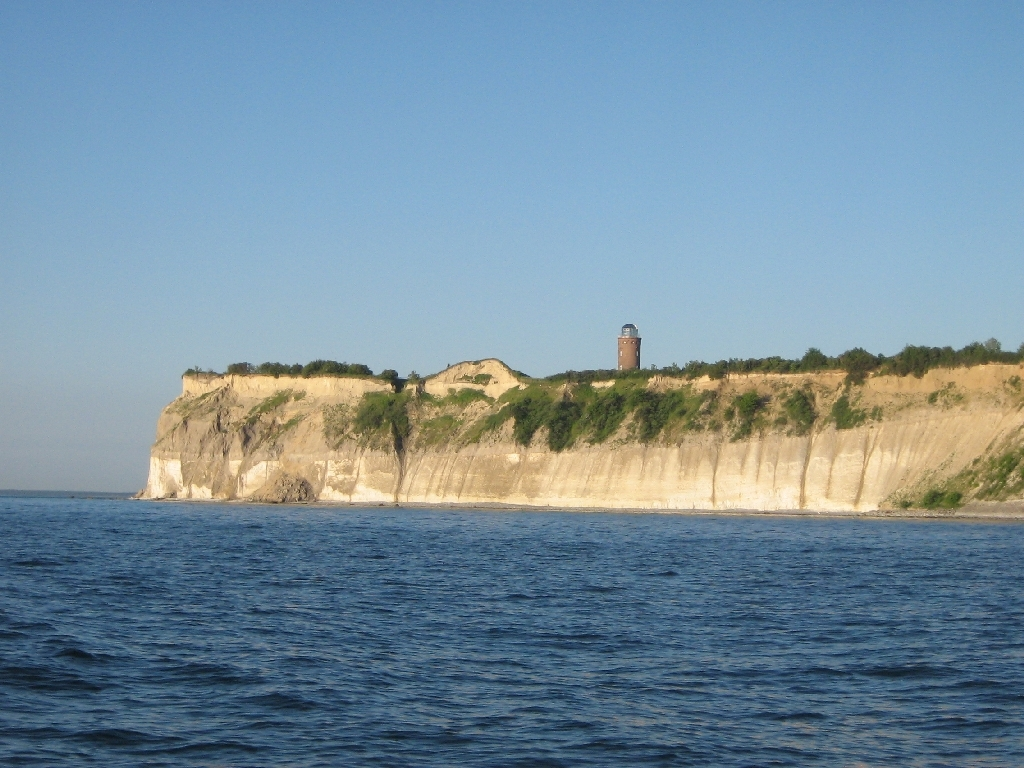
Kap Arkona, Rügen, Tyskland
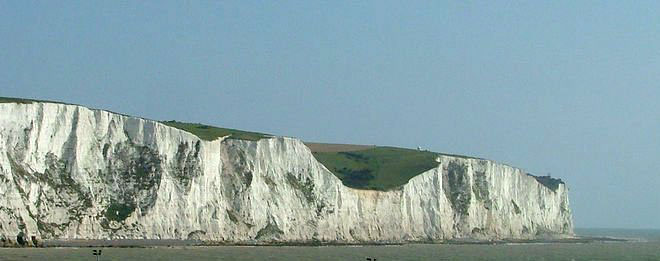
Dovers vita klippor, Kent, England